# Hobart International 2025 - Qualificazioni singolare
Le qualificazioni del singolare dell'Hobart International 2025 sono un torneo di tennis preliminare per accedere alla fase finale della manifestazione disputate il 4 e 5 gennaio 2025. Le vincitrici dell'ultimo turno sono entrate di diritto nel tabellone principale. In caso di ritiro di una o più giocatrici aventi diritto sono subentrati i Lucky loser, ossia le giocatrici che hanno perso nell'ultimo turno ma che avevano una classifica più alta rispetto alle altre partecipanti che avevano comunque perso nel turno finale.

## Teste di Serie
1. Lucia Bronzetti (ultimo turno, lucky loser)
2. Renata Zarazúa (ultimo turno, lucky loser)
3. Arantxa Rus (ultimo turno)
4. Ėrika Andreeva (ultimo turno)
5. Suzan Lamens (ultimo turno)
6. Zeynep Sönmez (ultimo turno)

1. Nuria Párrizas Díaz (qualificata)
2. Anna Bondár (qualificata)
3. María Carlé (qualificata)
4. Greet Minnen (qualificata)
5. Ann Li (qualificata)
6. Wang Xiyu (qualificata)

## Qualificate
1. Greet Minnen
2. María Carlé
3. Nuria Párrizas Díaz

1. Wang Xiyu
2. Ann Li
3. Anna Bondár

### Lucky loser
1. Lucia Bronzetti

1. Renata Zarazúa

## Tabellone

### Legenda
| - Q = Qualificato - WC = Wild card - LL = Lucky loser | - ALT = Alternate - SE = Special Exempt - PR = Protected Ranking | - w/o = Walkover - r = Ritirato - d = Squalificato |

### Sezione 1
|  | Primo turno | Primo turno          | Primo turno          | Primo turno | Primo turno |  |  | Secondo turno | Secondo turno   | Secondo turno   | Secondo turno | Secondo turno |  |
|  |             |                      |                      |             |             |  |  |               |                 |                 |               |               |  |
|  | 1           | Lucia Bronzetti      | Lucia Bronzetti      | 6           | 7           |  |  |               |                 |                 |               |               |  |
|  |             | Talia Gibson         | Talia Gibson         | 2           | 67          |  |  | 1             | Lucia Bronzetti | Lucia Bronzetti | 3             | 64            |  |
|  |             | Despoina Papamichaīl | Despoina Papamichaīl | 3           | 1           |  |  | 10            | Greet Minnen    | Greet Minnen    | 6             | 7             |  |
|  | 10          | Greet Minnen         | Greet Minnen         | 6           | 6           |  |  |               |                 |                 |               |               |  |

### Sezione 2
|  | Primo turno | Primo turno     | Primo turno     | Primo turno | Primo turno |  |  | Secondo turno | Secondo turno  | Secondo turno | Secondo turno | Secondo turno |  |
|  |             |                 |                 |             |             |  |  |               |                |               |               |               |  |
|  | 2           | Renata Zarazúa  | Renata Zarazúa  | 6           | 7           |  |  |               |                |               |               |               |  |
|  |             | Haruka Kaji     | Haruka Kaji     | 1           | 65          |  |  | 2             | Renata Zarazúa | 1             | 7             | 1             |  |
|  | WC          | Catherine Aulia | Catherine Aulia | 4           | 3           |  |  | 9             | María Carlé    | 6             | 6             | 6             |  |
|  | 9           | María Carlé     | María Carlé     | 6           | 6           |  |  |               |                |               |               |               |  |

### Sezione 3
|  | Primo turno | Primo turno         | Primo turno | Primo turno | Primo turno |  |  | Secondo turno | Secondo turno       | Secondo turno | Secondo turno | Secondo turno |  |
|  |             |                     |             |             |             |  |  |               |                     |               |               |               |  |
|  | 3           | Arantxa Rus         | Arantxa Rus | 6           | 6           |  |  |               |                     |               |               |               |  |
|  |             | Stacey Fung         | Stacey Fung | 1           | 1           |  |  | 3             | Arantxa Rus         | 2             | 7             | 65            |  |
|  |             | Emily Appleton      | 6           | 4           | 4           |  |  | 7             | Nuria Párrizas Díaz | 6             | 5             | 7             |  |
|  | 7           | Nuria Párrizas Díaz | 4           | 6           | 6           |  |  |               |                     |               |               |               |  |

### Sezione 4
|  | Primo turno | Primo turno       | Primo turno | Primo turno | Primo turno |  |  | Secondo turno | Secondo turno  | Secondo turno  | Secondo turno | Secondo turno |  |
|  |             |                   |             |             |             |  |  |               |                |                |               |               |  |
|  | 4           | Ėrika Andreeva    | 7           | 3           | 6           |  |  |               |                |                |               |               |  |
|  |             | Alexandra Bozovic | 5           | 6           | 1           |  |  | 4             | Ėrika Andreeva | Ėrika Andreeva | 3             | 3             |  |
|  |             | Ava Beck          | Ava Beck    | 0           | 0           |  |  | 12            | Wang Xiyu      | Wang Xiyu      | 6             | 6             |  |
|  | 12          | Wang Xiyu         | Wang Xiyu   | 6           | 6           |  |  |               |                |                |               |               |  |

### Sezione 5
|  | Primo turno | Primo turno  | Primo turno  | Primo turno | Primo turno |  |  | Secondo turno | Secondo turno | Secondo turno | Secondo turno | Secondo turno |  |
|  |             |              |              |             |             |  |  |               |               |               |               |               |  |
|  | 5           | Suzan Lamens | Suzan Lamens | 6           | 6           |  |  |               |               |               |               |               |  |
|  | WC          | Renee Alame  | Renee Alame  | 0           | 3           |  |  | 5             | Suzan Lamens  | Suzan Lamens  | 1             | 4             |  |
|  |             | Chloé Paquet | 6            | 3           | 1           |  |  | 11            | Ann Li        | Ann Li        | 6             | 6             |  |
|  | 11          | Ann Li       | 2            | 6           | 6           |  |  |               |               |               |               |               |  |

### Sezione 6
|  | Primo turno | Primo turno        | Primo turno        | Primo turno | Primo turno |  |  | Secondo turno | Secondo turno | Secondo turno | Secondo turno | Secondo turno |  |
|  |             |                    |                    |             |             |  |  |               |               |               |               |               |  |
|  | 6           | Zeynep Sönmez      | Zeynep Sönmez      | 6           | 6           |  |  |               |               |               |               |               |  |
|  |             | Peangtarn Plipuech | Peangtarn Plipuech | 0           | 1           |  |  | 6             | Zeynep Sönmez | Zeynep Sönmez | 5             | 3             |  |
|  |             | Tara Moore         | Tara Moore         | 63          | 4           |  |  | 8             | Anna Bondár   | Anna Bondár   | 7             | 6             |  |
|  | 8           | Anna Bondár        | Anna Bondár        | 7           | 6           |  |  |               |               |               |               |               |  |